# Diaphone sylviana
Diaphone sylviana är en fjärilsart som beskrevs av Stoll 1790. Diaphone sylviana ingår i släktet Diaphone och familjen nattflyn. Inga underarter finns listade i Catalogue of Life.